# Prescottia tubulosa
Prescottia tubulosa là một loài thực vật có hoa trong họ Lan. Loài này được (Lindl.) L.O.Williams miêu tả khoa học đầu tiên năm 1939.